# Non fa per me
Non fa per me è un singolo del cantautore italiano Holden, pubblicato il 26 ottobre 2019.

## Descrizione
Il brano è scritto, composto e prodotto dallo stesso cantautore.

## Brano musicale
Il brano musicale è stato pubblicato in anteprima il 25 ottobre 2019 attraverso il canale YouTube del cantautore.

## Tracce
Testi e musiche di Joseph Carta.
1. Non fa per me – 3:48